# Base Erosion and Profit Shifting Project
Base Erosion and Profit Shifting (BEPS) er navnet på en handlingsplan, der udvikles af OECD. Formålet er at forhindre virksomheder, der arbejder i flere lande, i at udnytte landenes forskellige skatteregler til at opnå en urimelig lav beskatning.
G20-mødet i 2012 konstaterede et behov for at forhindre at skattegrundlaget undergraves og fortjenester flyttes til skattely. OECD's oplæg til handlingsplan blev godkendt på G20-mødet i Sct. Petersborg 2013 og 15 aktionsområder blev beskrevet af OECD og godkendt ved G20-mødet i 2015. I november 2016 offentliggjorde OECD et dokument (Multilateral Convention to Implement Tax Treaty Related Measures to Prevent BEPS, forkortet til "Multilateral Instrument" eller "MLI") med regler for effektiv implementering af en række BEPS-tiltag i eksisterende dobbeltbeskatningsoverenskomster. Dokumentet blev underskrevet den 7. juni 2017 af ministre fra over 70 lande, herunder Danmark .
Handlingsplanen sigter bl.a. på at nedbryde bankhemmeligheden i de mest populære skattely og at tvinge nationale myndigheder til at udveksle oplysninger om skattesubjekter (personer, virksomheder) med hinanden. Andre emner er Transfer pricing, dvs. prisfastsættelsen af varer og serviceydelser mv., som handles mellem koncernforbundne selskaber, hovedaktionærer eller faste driftssteder, og den ovennævnte indsats til forbedring af eksisterende dobbeltbeskatningsoverenskomster.
BEPS-processen vurderes indtil videre at give beskedne resultater: en global minimumsselskabsskattesats på 15 %, langt under satsen i de fleste lande. Medlemmer af FN's ekspertkomité for internationalt samarbejde i skattespørgsmål (UNTC) har fremlagt et alternativ  til OECD's udspil fra september 2023  om regler for skattepligt (subject-to-tax rule, STTR).